# Seredneakî, Hadeaci
Seredneakî (în ucraineană Середняки) este localitatea de reședință a comunei Seredneakî din raionul Hadeaci, regiunea Poltava, Ucraina.

## Demografie
Componența lingvistică a localității Seredneakî
     Ucraineană (96,33%)
     Rusă (3,3%)
Conform recensământului din 2001, majoritatea populației localității Seredneakî era vorbitoare de ucraineană (96,33%), existând în minoritate și vorbitori de rusă (3,3%).